# BSN媒體控股
BSN媒體控股（日語：BSNメディアホールディングス）是日本的一家廣播控股公司，成立於2023年6月1日。該公司系由新潟放送更名成立。新潟放送在2022年7月29日宣布將改制為廣播控股公司，並在2023年6月1日正式改制。